# Эмблемата
«Эмблемата», «Эмблемы» (лат. Emblemata) — сокращённое название поэтического произведения «Emblematum Liber» («Книга эмблем») выдающегося итальянского учёного-гуманиста Андреа Альчато (1492—1550) с эпиграммами на добродетели и пороки его современников. Книга издана в первый раз в Милане в 1522 году и без разрешения автора переиздана и иллюстрирована гравюрами Й. Брея Старшего в Аугсбурге (1531). Из многочисленных изданий этих эпиграмм (до 1781 года не менее 130 в разных странах Европы) многие ценятся из-за гравюр, которыми они снабжены.
Книга положила начало новому литературному жанру в Европе XVI—XVII веков — эмблематическая книга (эмблемник), то есть сборник аллегорических рисунков (эмблем) с сопровождающим моральным текстом. В России первый сборник такого жанра — «Символы и эмблемата» (Амстердам, 1705).